# اوژن اوورکرن
اوژن اوورکرن (فرانسوی: Eugène Auwerkeren‎; ۱۰ دسامبر ۱۸۸۵ – نامشخص) ژیمناست هنری اهل بلژیک بود.
از افتخارات وی میتوان به کسب مدال نقره تیمی تمام اسباب در بازی‌های المپیک تابستانی ۱۹۲۰ اشاره کرد.